# Miltoniopsis
Miltoniopsis, viết tắt Mltnps, là một chi lan trong họ Orchidaceae. Nó gồm có 5 loài, có nguồn gốc ở Costa Rica, Panama, Venezuela, Ecuador, và Colombia. 

| Miltoniopsis | \| \| Miltoniopsis bismarckii \| \| \| \| \| \| Miltoniopsis phalaenopsis \| \| \| \| \| \| Miltoniopsis roezlii \| \| \| \| \| \| Miltoniopsis warszewiczii \| \| \| \| \| \| Miltoniopsis vexillaria \| \| \| \| |
|              | \| \| Miltoniopsis bismarckii \| \| \| \| \| \| Miltoniopsis phalaenopsis \| \| \| \| \| \| Miltoniopsis roezlii \| \| \| \| \| \| Miltoniopsis warszewiczii \| \| \| \| \| \| Miltoniopsis vexillaria \| \| \| \| |
|              | Miltoniopsis bismarckii |
|              | |
|              | Miltoniopsis phalaenopsis |
|              | |
|              | Miltoniopsis roezlii |
|              | |
|              | Miltoniopsis warszewiczii |
|              | |
|              | Miltoniopsis vexillaria |
|              | |

## Hình ảnh

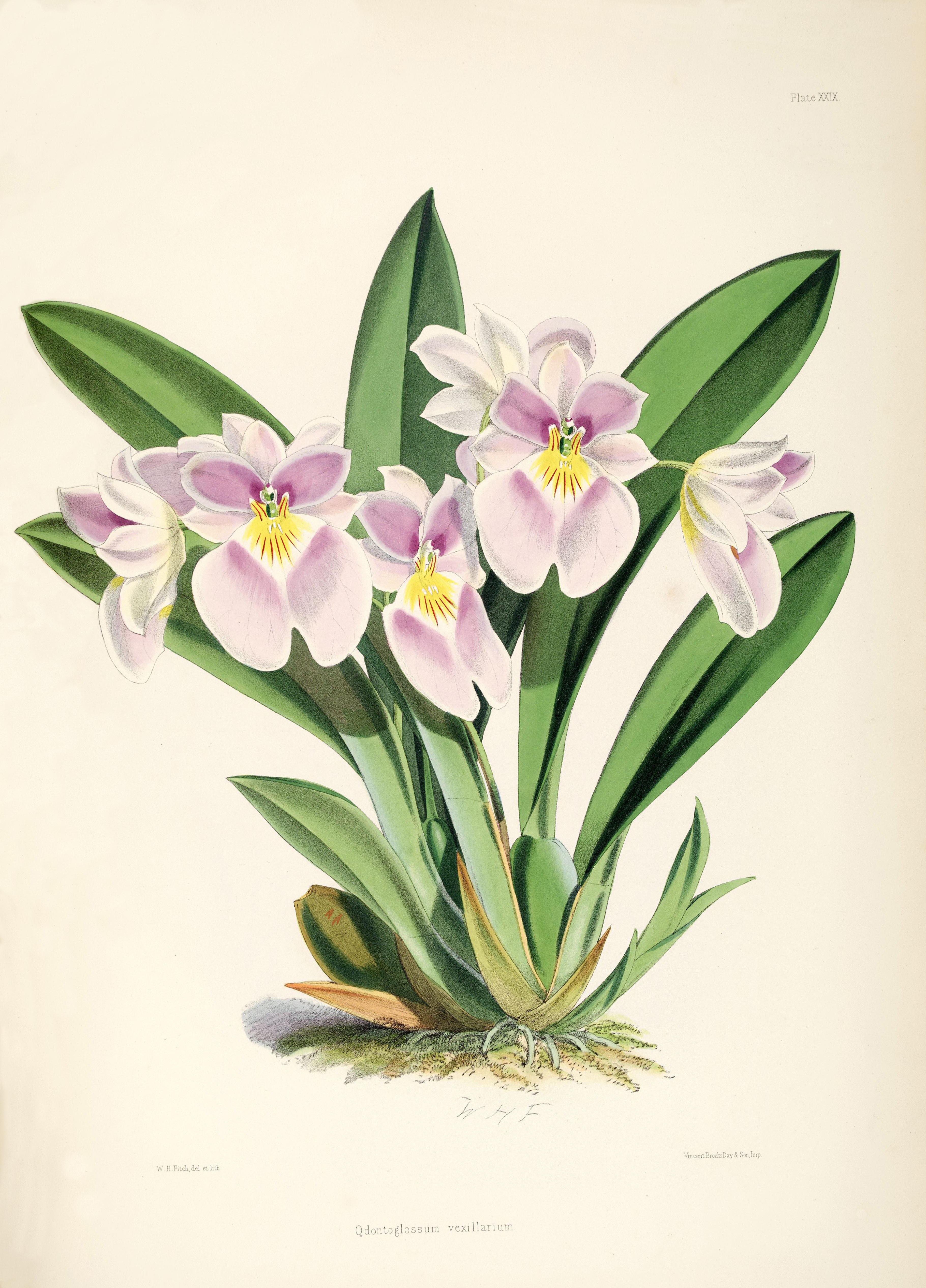
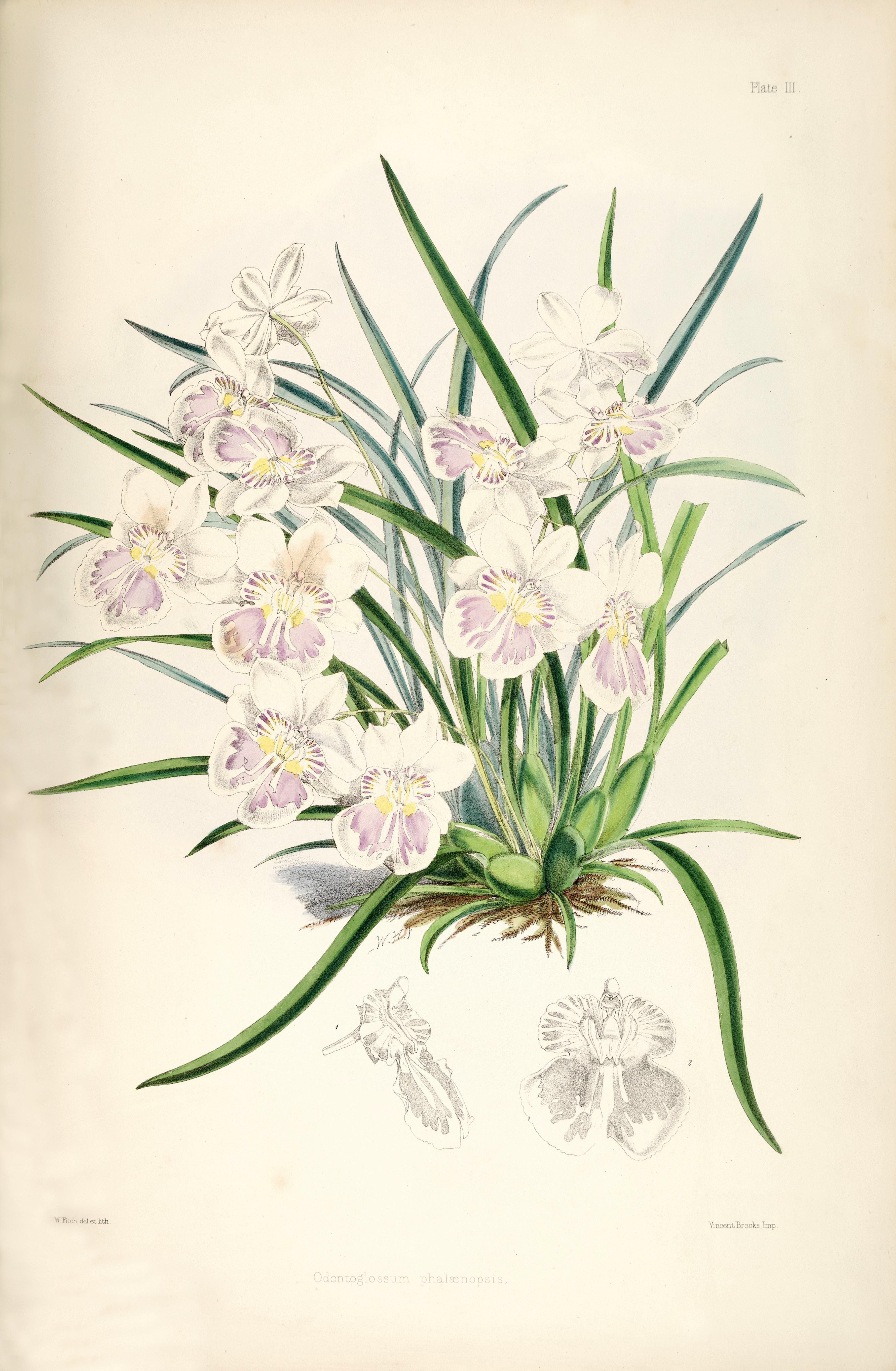
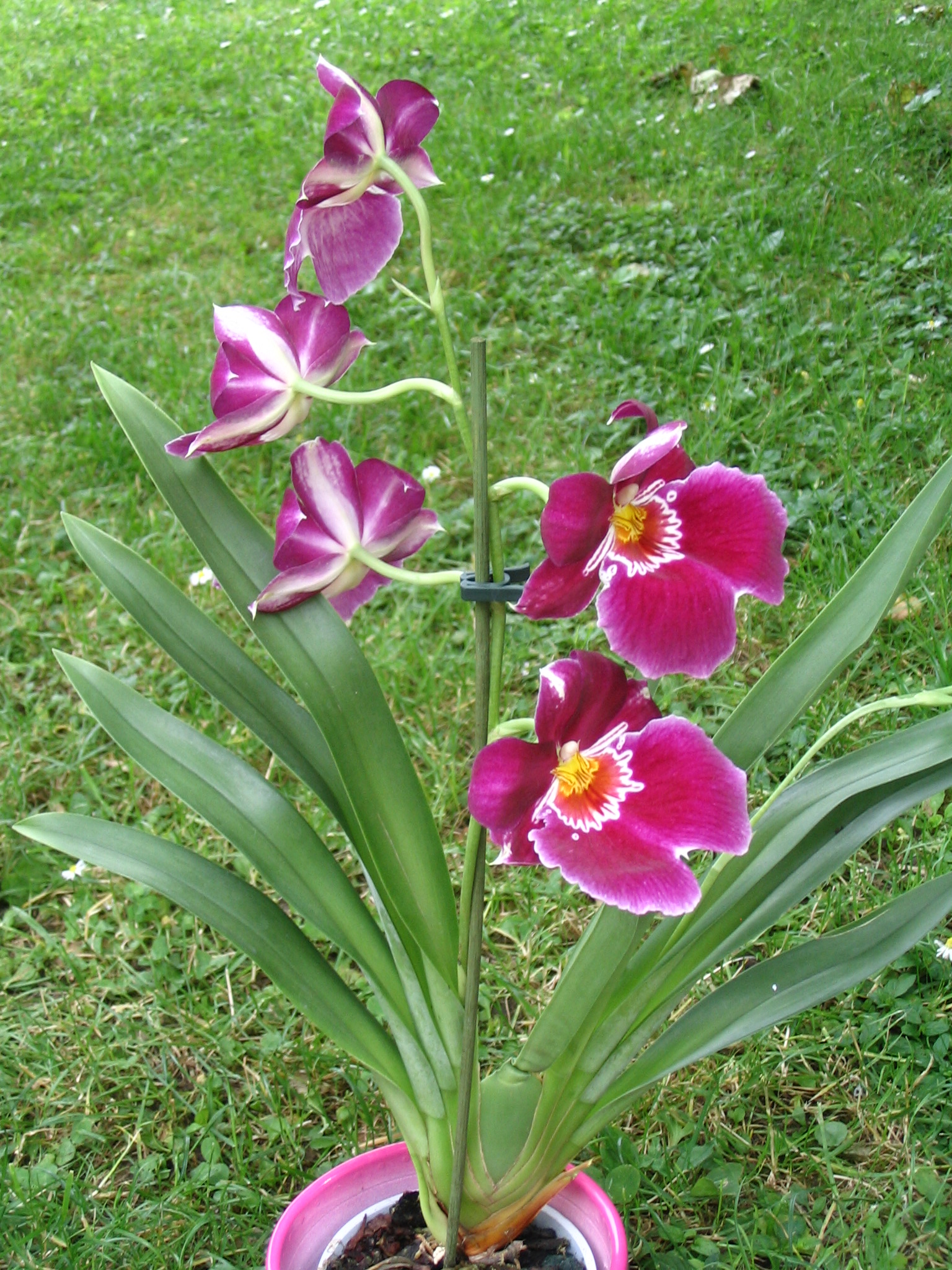

1. ↑  Roskov, Y.; Kunze, T.; Orrell, T.; Abucay, L.; Paglinawan, L.; Culham, A.; Bailly, N.; Kirk, P.; Bourgoin, T.; Baillargeon, G.; Decock, W.; De Wever, A.; Didžiulis, V. (2014). “Species 2000 & ITIS Catalogue of Life: 2014 Annual Checklist”. Species 2000: Reading, UK. Truy cập ngày 26 tháng 5 năm 2014.